# Ланден (Огайо)
Ланден (англ. Landen) — переписна місцевість (CDP) в США, в окрузі Воррен штату Огайо. Населення — 6995 осіб (2020).

## Географія
Ланден розташований за координатами 39°18′57″ пн. ш. 84°16′34″ зх. д. / 39.31583° пн. ш. 84.27611° зх. д. (39.315930, -84.276198).  За даними Бюро перепису населення США в 2010 році переписна місцевість мала площу 5,49 км², з яких 5,25 км² — суходіл та 0,24 км² — водойми.

## Демографія
Згідно з переписом 2010 року, у переписній місцевості мешкали 6782 особи в 2680 домогосподарствах у складі 1929 родин. Густота населення становила 1235 осіб/км².  Було 2779 помешкань (506/км²).
Расовий склад населення:
| - 94,2 % — білих - 1,8 % — чорних або афроамериканців - 1,7 % — азіатів - 0,1 % — вихідців з тихоокеанських островів - 0,1 % — корінних американців |

До двох чи більше рас належало 1,8 %. Частка іспаномовних становила 2,6 % від усіх жителів.
За віковим діапазоном населення розподілялося таким чином: 26,1 % — особи молодші 18 років, 65,5 % — особи у віці 18—64 років, 8,4 % — особи у віці 65 років та старші. Медіана віку мешканця становила 38,0 року. На 100 осіб жіночої статі у переписній місцевості припадало 93,2 чоловіків;  на 100 жінок у віці від 18 років та старших — 90,7 чоловіків також старших 18 років.
Середній дохід на одне домашнє господарство  становив 101 612 долари США (медіана — 91 263), а середній дохід на одну сім'ю — 113 904 долари (медіана — 101 156). Медіана доходів становила 69 125 доларів для чоловіків та 47 424 долари для жінок. За межею бідності перебувало 1,5 % осіб, у тому числі 1,6 % дітей у віці до 18 років та 0,0 % осіб у віці 65 років та старших.
Цивільне працевлаштоване населення становило 3872 особи. Основні галузі зайнятості: освіта, охорона здоров'я та соціальна допомога — 25,7 %, роздрібна торгівля — 16,5 %, науковці, спеціалісти, менеджери — 14,5 %.